# Alfred Gradstein
Alfred Gradstein (ur. 30 października 1904 w Częstochowie, zm. 29 września 1954 w Warszawie) – polski kompozytor żydowskiego pochodzenia.

## Życiorys
Do 1925 studiował jednocześnie na Wydziale Filozoficznym Uniwersytetu Warszawskiego oraz w Konserwatorium Warszawskim u Romana Statkowskiego (kompozycję) i Henryka Melcera (dyrygenturę). Studia uzupełniał w latach 1926–1927 w Hochschule für Musik w Wiedniu u Josepha Marxa (kompozycja) i Clemensa Kraussa (dyrygentura). W 1928 zamieszkał  w Paryżu. Poślubił Susanne. W latach 1937–1939 prowadził akcję umuzykalniającą w środowiskach robotniczych we Francji. 
Podczas II wojny światowej przebywał na południu Francji.
W 1947 roku powrócił na stałe do Polski i zamieszkał w Warszawie. 
W latach 1948–1950 pełnił funkcję sekretarza generalnego Związku Kompozytorów Polskich. 
Zmarł w Warszawie, pochowany na cmentarzu Wojskowym na Powązkach (kwatera B2-7-4).

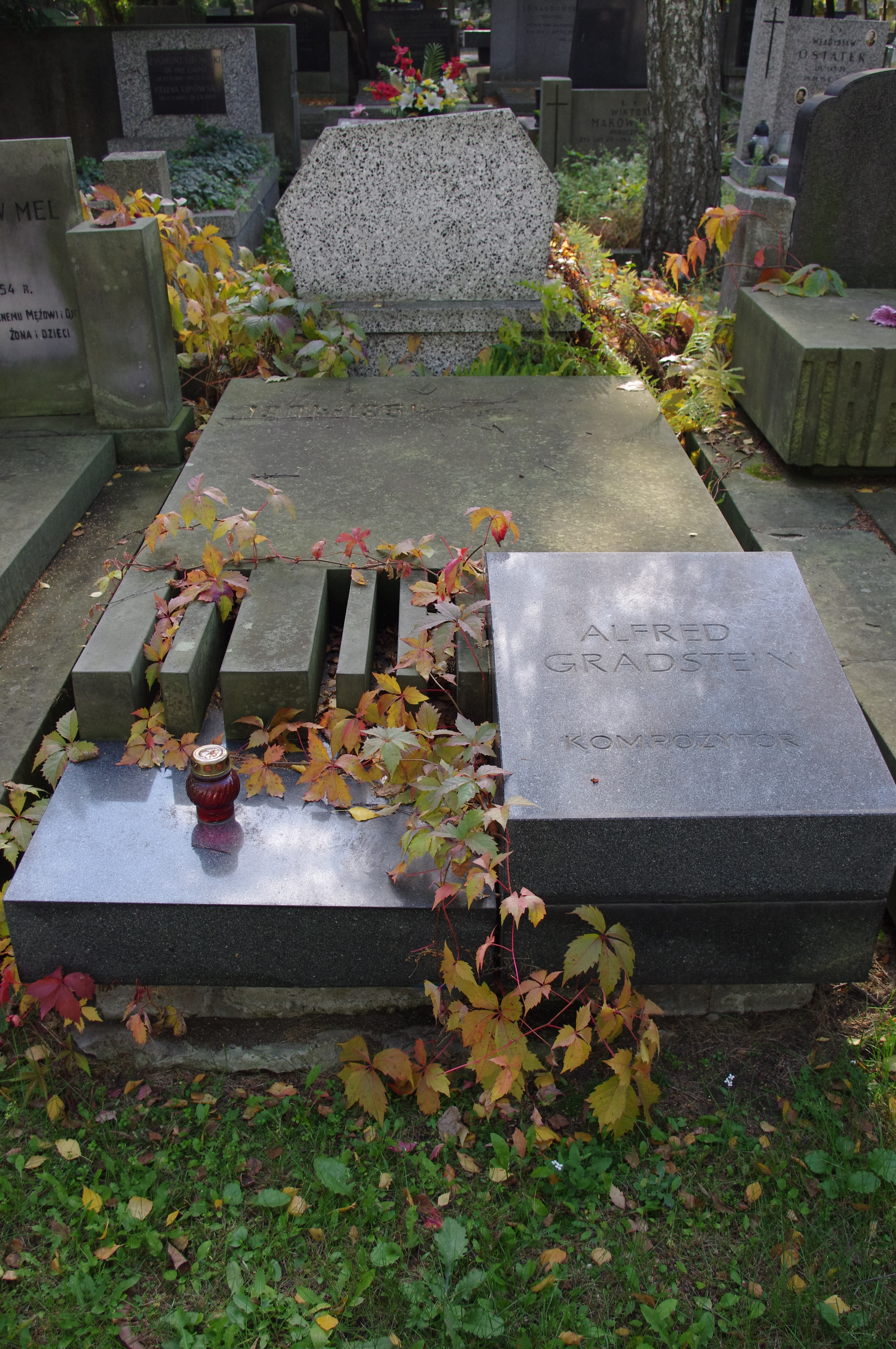
Grób kompozytora Alfreda Gradsteina na cmentarzu Wojskowym na Powązkach w Warszawie

## Twórczość
Był jednym z czołowych twórców pieśni masowych, za które otrzymał dwie nagrody w konkursie Ministerstwa Kultury i Sztuki w 1948. Ponadto komponował utwory sceniczne, kameralne, fortepianowe i piosenki.

## Wybrane kompozycje

### Sceny baletowe
- Zaloty
- Tańce polskie

### Utwory kameralne
- Kwartet smyczkowy (1929)
- Sonatina skrzypcowa (1936)

### Utwory na fortepian
- Koncert (1932)
- Hommage a Chopin – 12 etiud (1944)
- Suita mazurków

### Pieśni masowe i piosenki
- Pieśń o braterstwie (sł. Mirosław Łebkowski) – 1948
- Pieśń jedności – 1948
- Piosenka o Warszawie (Włodzimierz Słobodnik) – 1949
- Młody kraj (Maria Wroncka) – 1950
- Na prawo most, na lewo most (Helena Kołaczkowska) – 1950
- O gdańskim murarzu – 1950
- Pieśń przodowników pracy (Leopold Lewin) – 1950
- Warszawa-Berlin-Praga (Wojciech Lipniacki) – 1950
- Dwaj chłopcy (H. Kołaczkowska) – 1951
- Marsz ZMP (Jerzy Jurandot) – 1951
- Na ćwiczenia (Leon Pasternak) – 1951
- Zetempowiec (Jacek Bocheński) – 1951
- Mój dom (H. Kołaczkowska) – 1952
- Od Różana trakt (Tadeusz Kubiak) – 1952
- Spacer wieczorny (Roman Sadowski) – 1952
- Cześć Partii (Stanisław Ryszard Dobrowolski) – 1953
- Kto wie (H. Kołaczkowska) – 1953
- Wzejdą złote kłosy (Hanna Wolska) – 1953
- Goście z miasta (M. Łebkowski) – 1954
- Piosenka o kwiatach i drzewach na Placu Konstytucji (Jerzy Kierst) – 1954
- Spotkanie z Warszawą (T. Kubiak) – 1954
- Uśmiechnij się (Henryk Gaworski) – 1954
- Nasza ziemia
- Staromiejska piosenka

## Ordery i odznaczenia
- Złoty Krzyż Zasługi (22 lipca 1953)[5]

## Nagrody
- nagroda na konkursie puszkinowskim za pieśń Wieczór zimowy (1949)[1]
- II nagroda na Festiwalu Muzyki Polskiej za kantatę do słów Władysława Broniewskiego Słowo o Stalinie na alt solo, chór męski i orkiestrę (1951)[3]
- Państwowa Nagroda Artystyczna III stopnia w dziale muzyki za zapoczątkowanie akcji tworzenia pieśni masowej oraz za twórczość w tej dziedzinie, specjalnie za Pieśń ZMP i Pieśń o Warszawie (29 lipca 1950)[6][1]
- Nagroda Państwowa III stopnia za kantatę Słowo o Stalinie do tekstu Władysława Broniewskiego (1952)[7][8]